# Peter Tin Wai
Peter Tin Wai (* 2. Juli 1965 in Natshinchaung) ist ein myanmarischer römisch-katholischer Geistlicher und ernannter Bischof von Pyay.

## Leben
Peter Tin Wai studierte Philosophie am Priesterseminar in Pyin U Lwin und Theologie am Priesterseminar in Rangun. Das Sakrament der Priesterweihe empfing er am 21. März 1999 für das Bistum Pyay.
Nach der Priesterweihe war er bis 2005 in Rakhine in der Pfarrseelsorge tätig. Von 2005 bis 2007 studierte er in Rom an der Päpstlichen Akademie Alfonsiana und erwarb das Lizenziat in Moraltheologie. Nach der Rückkehr in sein Heimatbistum war er zunächst wieder in der Pfarrseelsorge tätig und von 2009 bis 2012 Professor für Moraltheologie am theologischen Institut des Priesterseminars in Rangun. Anschließend war er drei Jahre lang Rektor des Knabenseminars in Pyay und von 2015 bis 2017 Kanzler der Diözesankurie. Ab 2017 war er Pfarrer in Kyaukpyu.
Papst Franziskus ernannte ihn am 3. Dezember 2024 zum Bischof von Pyay.